# Dacia 1320
Dacia 1320 — компактный хетчбэк румынского автопроизводителя Dacia, выпускавшийся с 1987 по 1990 год.

## История
Модель 1320 была создана, как румынский ответ другим 5-дверным хетчбэкам из социалистических стран, таким как ВАЗ-2108 и 2109 из СССР, Zastava Florida из Югославии и Skoda Favorit из Чехословакии. Этот автомобиль основан на модели 1310, но получил новую переднюю часть и панель приборов. В 1989 такой же дизайн передка был использован для модернизации седана 1310. Всего было произведено 2567 экземпляров, большинство из которых стали использоваться в такси. В 1991 году был заменён моделью 1325 «Liberta».
1320 комплектуется тем же двигателем, что и модель 1310. Это рядный четырёхцилиндровый 1,3 л бензиновый двигатель мощностью 54 л. с, максимальная скорость — 140 км/ч. Коробка передач — механическая, 4, либо 5-ступенчатая.